# Square de l'Avenue-Caffieri

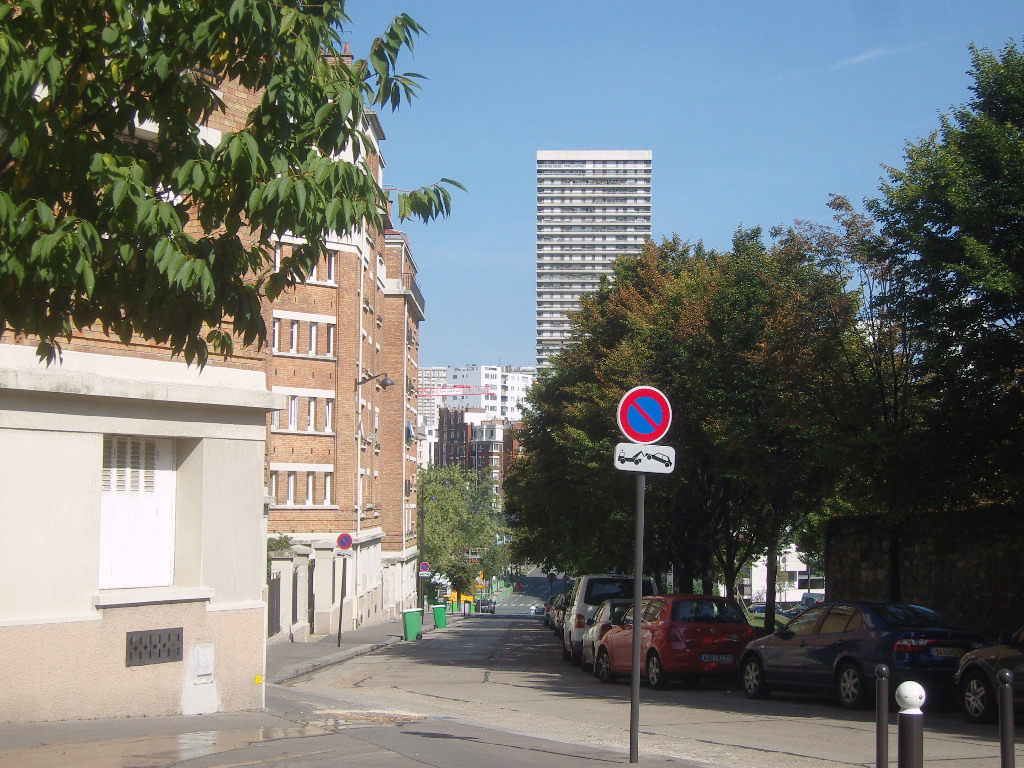
Avenue Caffiéri située dans le 13e arrondissement de Paris.

Le square de l'Avenue-Caffieri est un square du 13e arrondissement de Paris.

## Situation et accès
On y accède par le 11, avenue Caffieri et par la rue de Sainte-Hélène.
Il est desservi par la ligne 7 à la station Maison Blanche.

## Origine du nom
Il porte ce nom en l'honneur de la famille Caffieri, des sculpteurs, ciseleurs et fondeurs de bronze français d'origine napolitaine.